# La finta semplice
La finta semplice (Předstíraná prostota, česky hráno jako Prostá léčka) je první komická opera (opera buffa) W. A. Mozarta z roku 1768 (KV 51). Poprvé byla uvedena v karnevalové sezóně roku 1768/69, pravděpodobně k narozeninám salcburského arcibiskupa Zikmund Kryštof ze Schrattenbachu (27. ledna) v arcibiskupském paláci v Salcburku. Opera má tři dějství. Byla zkomponována v italštině. Autorem libreta je Marco Coltellini, který jen mírně upravil stejnojmenné libreto Carla Goldoniho z roku 1764, původně pro benátského skladatele Salvatora Perilla. Goldoniho libreto vycházelo z komedie La Fausse Agnès, ou Le Poète campagnard francouzského dramatika Philippa Néricaulta Destouchese z roku 1736, uvedené poprvé posmrtně roku 1759.
Mozart operu složil ve dvanácti letech. Přesto se jednalo už o jeho čtvrté operní dílo. Jiní skladatelé však, pravděpodobně ze žárlivosti, přesto tvrdili, že dílo sepsal Mozartův otec Leopold. Mozartova rodina totiž strávila celý rok 1768 ve Vídni. Známé jsou pouze jeho schůzky s budoucím rakouským císařem Josefem II. On sám si měl operu údajně objednat. Leopold se zase snažil tehdy velmi mladého syna prosadit jako operního skladatele, což ve Vídni bylo velmi nelehké. Opera se tam ani nikdy nehrála. Provedena byla v Salcburku, pravděpodobně na žádost arcibiskupa.
V moderní době byla uvedena poprvé roku 1921 v Karlsruhe v německé úpravě Antona Rudolpha pod názvem Die verstellte Einfalt; v této podobě byla uvedena rovněž v Praze v němčině (1928) i češtině (1956). Vedle některých dalších úprav existuje od roku 1983 kritická edice původního italského znění, která je základem většiny mezinárodních inscenací.

## Postavy
Fracasso (kapitán maďarské armády), tenor
Simone (seržant maďarské armády), bas
Cassandro (statkář usedlosti), bas
Polidoro (prostoduchý bratr Cassandra), tenor
Giacinta (sestra bratrů Cassandra a Polidora), soprán
Ninetta (komorná na usedlosti), soprán
Rosina (sestra Fracassa, falešně nevinná), soprán

## Děj
Děj se odehrává v polovině 18. stol. na usedlosti nedaleko italského města Cremona v Lombardii. Žije zde rodina Dona Cassandra, který je známým misogynistou, tedy nemá rád ženy.

### První dějství
Uherská armáda zaujímá pozice nedaleko Cremony. Kapitán armády Fracasso se spolu se svým seržantem Simonem ubytuje na usedlosti Dona Cassandra. Ten zde žije se svým prostoduchým bratrem Polidorem a se svou krásnou sestrou Giacintou. Fracasso se během pobytu do Giacinty zamiluje. Seržant Simon se zase zakoukává do komorné Ninetty. Oba by se s nimi chtěli oženit. Problémem ale je, že musí dostat souhlas obou bratrů. Ti však ženy nechtějí provdat. Komorná Ninetta a Rosina (sestra kapitána Fracassa), která je na návštěvě, vymýšlejí plán, jak bratry přelstít. Rosina se proto seznamuje s Donem Cassandrem a Polidorem. Předstírá svoji naivitu a podaří se jí, že se do ní bratři zamilují. Polidoro si ji chce vzít. Don Cassandro zpočátku protestuje, ale pak souhlasí. Zatím se zdá, že jde všechno podle plánu.

### Druhé dějství
Polidoro opravdu věří, že si jej chce Rosina vzít. Ta jej ale navádí k tomu, aby požadoval od bratra polovinu dědictví. Pokračují milostné námluvy, kdy oba bratři zjišťují, že se zamilovali do téže ženy. Giacinta se však obává hádky mezi bratry. Spiknutí pokračuje tak, že "náhle" zmizí Giacinta, kterou ve skutečnosti Simone ukryje. Frasacco Cassandrovi sděluje, že utekla i se svým finančním podílem. Zároveň nedlouho poté "prchá" také Ninetta, rovněž s peněžitým obnosem. Zoufalí bratři Cassanadro a Polidoro vyhlašují, že komu se dívky podaří najít a přivézt zpět, mohou se za ně provdat. Fracasso a Simone se dobrovolně nabízejí, že se je vydají hledat.

### Třetí dějství
Bratrům se skutečně podaří dívky "nalézt". Spolu s dívkami se obávají, zda skutečně ke sňatkům Cassandro s Polidorem svolí. Polidoro zase touží po Rosině. Nevinná lest je prozrazena, ale Cassandro ji odpouští. Rosina odmítne Polidora a chce si vzít Cassandra. Všem párům už nic nebrání v sňatku. Jediný, kdo zůstává sám, je Polidoro.